# Princípio do dano alheio
O princípio do dano alheio sustenta que as ações dos indivíduos devem ser restritas somente quando elas causem danos a outros indivíduos. John Stuart Mill articulou esse princípio em On Liberty, onde argumentou que "o único propósito pelo qual o poder pode ser exercido com razão sobre qualquer membro de uma comunidade civilizada, contra sua vontade, é evitar danos a outros". Uma ideia equivalente foi afirmada anteriormente na Declaração dos Direitos do Homem e do Cidadão  da França de 1789 como "A liberdade consiste na liberdade de fazer tudo o que não prejudica mais ninguém; portanto, o exercício dos direitos naturais de cada homem não tem limites, exceto aqueles que asseguram aos demais membros da sociedade o gozo dos mesmos direitos. Esses limites só podem ser determinados por lei".

## Definição
A crença de que "ninguém deve ser impedido à força de agir da maneira que ele escolher, desde que seus atos não sejam invasivos aos atos livres de outros" tornou-se um dos princípios básicos da política libertária.
O princípio do dano foi articulado pela primeira vez pelo filósofo inglês John Stuart Mill (1806-1873) no primeiro capítulo de On Liberty (1859).
Mesmo que uma ação auto-referente resulte em dano à própria pessoa, ela estaria além da esfera da coerção justificável do Estado.
O dano em si não seria um imoral. A imposição de dano a outra pessoa é o que tornaria uma ação errada.
O dano também pode resultar do não cumprimento de uma obrigação. A moralidade gera obrigações. O dever pode ser exigido de uma pessoa da mesma maneira que uma dívida, e faz parte da noção de dever que uma pessoa pode ser justamente obrigada a cumpri-lo.